# Only Built 4 Cuban Linx...
Only Built 4 Cuban Linx... (comúnmente mencionado como The Purple Tape) es el álbum de estudio debut en solitario del rapero estadounidense Raekwon, miembro de Wu-Tang Clan. Fue publicado el 1 de agosto de 1995 a través de Loud y RCA, con la participación predominante de Ghostface Killah, quién aparece acreditado en la caratula del álbum como invitado especial.

## Antecedentes
Raekwon, miembro del reconocido Wu-Tang Clan, publicó Only Built 4 Cuban Linx (originalmente se iba a titular Only Built 4 Cuban Linx...Niggaz) como su primer álbum solista. Sin embargo, como todo álbum solista de un miembro del Clan, un montón de colaboración se vio envuelta, en este caso RZA y Ghostface Killah. A través del álbum, Raekwon se cambia el nombre por el de Lex Diamonds, y se hace pasar por un mafioso de los Wu-Gambinos. Hablando de la producción, Only Built 4 Cuban Linx marcó un cambio de estilo mayor que vio The RZA alejarse de los crudos, minimalistas y deprimientes beats de los comienzos del Wu-Tang, yéndose a un sonido rico y cinemático más confiado en las cuerdas y con sampleos del soul clásico. En el álbum aparece, Nas, en la canción «Verbal Intercourse», siendo el primer artista que aparece en un álbum solista de un miembro del Clan, sin ser miembro del mismo.

## Lista de canciones
Todas las letras escritas por Corey Woods y Robert Diggs, excepto donde se indique.
| N.º      | Título                                                              | Escritor(es) | Duración |  |
| 1.       | «Striving for Perfection»                                           | | 1:43     |  |
| 2.       | «Knuckleheadz» (con Ghostface Killah y U-God)                       | | 4:03     |  |
| 3.       | «Knowledge God»                                                     | | 4:24     |  |
| 4.       | «Criminology» (con Ghostface Killah)                                | Woods · Diggs · Dennis Coles · Leroy Burgess · Patrick Adams · Russell Patterson · Stuart Bascombe                                                     | 3:47     |  |
| 5.       | «Incarcerated Scarfaces»                                            | Woods · Diggs · Abrim Tilmon | 4:42     |  |
| 6.       | «Rainy Dayz» (con Ghostface Killah y Blue Raspberry)                | | 6:02     |  |
| 7.       | «Guillotine (Swordz)» (con Ghostface Killah, Inspectah Deck y GZA)  | | 4:22     |  |
| 8.       | «Can It Be All So Simple (Remix)» (con Ghostface Killah)            | Woods · Diggs · Coles · Clifford Smith · Gary Grice · Jason Hunter · Lamont Hawkins · Russell Jones · Alan Bergman · Marilyn Bergman · Marvin Hamlisch | 5:38     |  |
| 9.       | «Shark Niggas (Biters)»                                             | | 1:38     |  |
| 10.      | «Ice Water» (con Ghostface Killah y Cappadonna)                     | | 3:38     |  |
| 11.      | «Glaciers of Ice» (con Ghostface Killah y Masta Killa)              | Woods · Diggs · Coles · Elgin Turner | 5:20     |  |
| 12.      | «Verbal Intercourse» (con Ghostface Killah y Nas)                   | Woods · Diggs · David Porter · Ronald Williams | 3:31     |  |
| 13.      | «Wisdom Body» (con Ghostface Killah)                                | | 2:38     |  |
| 14.      | «Spot Rusherz»                                                      | | 3:13     |  |
| 15.      | «Ice Cream» (con Ghostface Killah, Method Man y Cappadonna)         | | 4:13     |  |
| 16.      | «Wu-Gambinos» (con Ghostface Killah, Method Man, RZA y Masta Killa) | | 5:39     |  |
| 17.      | «Heaven & Hell» (con Ghostface Killah)                              | | 4:56     |  |
| 01:09:30 |                                                                     | |          |  |

| Bonus track |                       |                             |          |  |
| N.º         | Título                | Escritor(es)                | Duración |  |
| 18.         | «North Star (Jewels)» | Woods · Diggs · Barry White | 3:58     |  |
| 01:13:35    |                       |                             |          |  |

Notas
- «Criminology» contiene samples de «I Keep Asking You Questions» por Black Ivory.
- «Can It Be All So Simple (Remix)» contiene un sample de «The Way We Were» interpretado por Gladys Knight & the Pips.
- «Verbal Intercourse» contiene un sample de «If You Think It (You May As Well Do It)» por The Emotions.
- «Heaven & Hell» contiene un sample de «Could I Be Falling in Love» por Syl Johnson.
- «North Star (Jewels)» contiene un sample de «Mellow Mood Part One» por Barry White.

## Personal
- Raekwon – Voz principal.
- Robert Diggs – Producción, ingeniero, mezcla, productor ejecutivo.
- Dennis Coles – Voces, productor ejecutivo.
- Mitchell Diggs – Productor ejecutivo.
- Oli Grant – Productor ejecutivo.
- Miguel Rivera – Diseño.
- Christian Cortes – Diseño.
- Daniel Hastings – Fotografía.
- Tom Coyne – Masterización.
- 4th Disciple – Ingeniero asistente, mezcla.
- Cappadonna – Voces.
- Masta Killa – Voces.
- U-God – Voces.
- Nas – Voces.

## Posicionamiento en listas
| Listas (1995)                           | Mejor posición |
| --------------------------------------- | -------------- |
| Estados Unidos (Billboard 200)          | 4              |
| Estados Unidos (Top R&B/Hip-Hop Albums) | 2              |
| Reino Unido (Official Albums Chart)     | 85             |

| Listas (1995)                           | Posición |
| --------------------------------------- | -------- |
| Estados Unidos (Billboard 200)          | 129      |
| Estados Unidos (Top R&B/Hip-Hop Albums) | 23       |

## Certificaciones
| País (Certificador) | Certificación | Ventas certificadas |
| --- | ------------- | ------------------- |
| Estados Unidos (RIAA) | Platino       | 1 000 000^          |
| Reino Unido (BPI) | Plata         | 60 000^             |
| ^cifras de envíos basadas únicamente en la certificación xcifras no especificadas basadas únicamente en la certificación |               |                     |